# Campagne de Kabylie (1857)
Conquête de l'Algérie
Batailles
- Bataille d'Icheriden
 - Bataille du Col de Chellata
La campagne de Kabylie désigne l'ensemble des évènements s'étalant du 24 mai 1854 au 15 juillet 1857, pendant la conquête de l'Algérie par la France, ayant conduit à la soumission définitive des tribus du sud du Sebaou et de l'Oued Sahel, en Kabylie.

## Historique
Cette guerre de 52 jours avait opposé les tribus insoumises de Kabylie sous la conduite de Si Seddik Arab, Si El Hadj Amar, Sidi El Djoudi, Sidi Taher et Fatma N'Soumer, aux troupes du maréchal Randon.
Cette campagne a été marquée par plusieurs batailles importantes, notamment la bataille d'Icheriden et la bataille du col de Chellata.